# Selysioneura arboricola
Selysioneura arboricola – gatunek ważki z rodziny Isostictidae.